# Galatasaray Istanbul (Basketball)
Die Basketballmannschaft von Galatasaray Istanbul ist die erste professionelle Basketballmannschaft, die in der Türkei gegründet wurde. Dies geschah im Jahre 1911. Galatasaray spielt in der höchsten türkischen Basketball-Liga, der Türkiye Basketbol Ligi, wo man bisher fünf Titel gewinnen konnte.

## Namensänderungen
Im Rahmen verschiedener Sponsorverträge hat der Verein seit Sommer 2005 mehrfach seinen Namen angepasst – neben dem offiziellen Vereinsnamen wurden dabei folgende Sponsornamen geführt:
- Galatasaray (1911–2005)
- Galatasaray Cafe Crown (2005–2011)[1]
- Galatasaray Medical Park (2011–2013)[2]
- Galatasaray Liv Hospital (2013–2015)[3][4]
- Galatasaray Odeabank (2015–2018)
- Galatasaray (2018–2019)
- Galatasaray Doğa Sigorta (2019–2020)
- Galatasaray (2020–2021)
- Galatasaray Nef (2021–2023)
- Galatasaray Ekmas (2023–2024)
- Galatasaray (2024–2025)
- Galatasaray MCT Technic (seit 2025)

## Erfolge
(Nur aktuelle Bewerbe)
- EuroCup: 2016
- Türkische Meisterschaft: 1969, 1985, 1986, 1990, 2013
- Türkischer Pokalsieg: 1970, 1972, 1995
- Türkischer Präsidentencup: 1985, 2011

## Hallen (seit 2000)
| Halle                     | Plätze | Zeitraum  |
| ------------------------- | ------ | --------- |
| Abdi İpekçi Arena         | 12.270 | 2000–2005 |
| Ahmet Cömert Spor Salonu  | 3500   | 2005–2006 |
| Ayhan Şahenk Spor Salonu  | 3500   | 2006–2009 |
| Abdi İpekçi Arena         | 12.270 | 2009–2017 |
| Sinan Erdem Dome          | 16.000 | 2017–2024 |
| Basketbol Gelişim Merkezi | 10.000 | seit 2024 |

## Auszeichnungen
- Sedat-Simavi-Preis
  - 1985 (9. Ausgabe) in der Kategorie: Sport
    - für den Erfolg der Galatasaray-Basketball-Schulmannschaft bei den Gymnasien-Basketball-Weltmeisterschaft, wo sie den zweiten Platz erreichten.[6]

  - 2009 (33. Ausgabe) in der Kategorie: Sport
    - für die Gewinnerfolge der Galatasaray-Basketball-Rollstuhlmannschaft bei den europäischen und interkontinentalen Basketball-Rollstuhl-Meisterschaften.[7]